# Pyralomorpha
Pyralomorpha là một chi bướm đêm thuộc họ Erebidae.